# سمنو
سَمَنو یا سمنک خوردنی چسبنده و شیرینی است که از جوانه گندم و آرد درست می‌کنند. آثار قدیمی نشان می‌دهد خاستگاه این خوراکی به دوران ساسانی برمی‌گردد. از آن به عنوان برکت زمین یاد می‌شود و معمولاً در ماه اول بهار به عنوان عضوی از سفره هفت سین ایرانی ها در روز اول سال نو پخته می‌شود.

## سودمندی‌های سمنو
به دلیل دارا بودن کلسیم و پتاسیم مصرف متعادل سمنو به افراد سالمند و کسانی که دچار پوکی استخوان هستند توصیه می‌شود. فسفر آن قابل توجه بوده و برای رشد مغزی کودکان و زنان شیرده مفید است. آهن، اسید فولیک و ویتامین‌های گروه «ب» آن عاملی برای خون‌سازی و تنظیم هورمونها بوده و می‌تواند در رفع خستگی و آرامش اعصاب اثرگذار باشد. اگر در سمنو از بادام شیرین استفاده شود هنگام پخت، ریزمغذیهایش جذب سمنو شده و باعث مقوی‌تر شدن این غذا می‌شود.
در فرایند جوانه زدن، ویتامینها و املاح معدنی گندم چند برابر شده و در مقابل، از کالری و کربوهیدرات آن کاسته می‌شود. پروتئینهای آن، قابلیت هضم و جذب بهتری داشته و بر میزان ویتامین C آن افزوده می‌شود. در این مرحله، اگر طعم گندم جوانه زده را بچشید، متوجه شیرینی آن خواهید شد. در واقع گندم، تا زمانی که جوانه نزده‌است، مواد قندی‌اش به صورت نشاسته ذخیره می‌شود و طعم شیرین ندارد، اما در فرایند جوانه زنی، نشاسته تجزیه و تبدیل به واحدهای کوچکتری به نام مالتوز می‌شود و اینجاست که شیرینی سمنو پدیدار می‌شود ولی برخی فروشندگان به دلیل آنکه شیرینی سمنو طبیعی است، مصرف آن را به مبتلایان به دیابت و افراد چاق توصیه می‌کنند، اما باید بدانید در سمنو علاوه بر عصارهٔ جوانهٔ گندم، از آرد کامل گندم هم استفاده می‌کنند و از این رو در هر صد گرم آن ۳۰۰ کالری انرژی نهفته‌است.
گرچه سمنو پروتئین زیاد و چربی کمی دارد، اما بیشتر حجم محصول را مواد کربوهیدراتی (قند) تشکیل می‌دهد. البته قند آن در مقایسه با ساکاروز شیرینی کمتری دارد، اما این دلیلی نمی‌شود که افراد در مصرف آن زیاده‌روی کنند. این قند در بدن، تولید انرژی کرده و مازاد آن موجب چاقی می‌شود و برای مبتلایان به دیابت و چربی خون بالا محدودیت مصرف دارد.
سمنویی که به صورت فله‌ای تهیه شود، می‌تواند حاوی مقادیر زیاد شکر باشد. همچنین از خرید سمنویی که در اماکن عمومی به صورت روباز در معرض انواع آلودگی‌های ویروسی، عفونی و هوای آلوده به سرب و جیوه است، اجتناب کنید. سمنو به دلیل بافت چسبناک مستعد پذیرش انواع آلودگی‌ها بوده و طعم ترشیدگی و مزه کپک نشان‌دهنده فساد آن است.
مواد و ویتامینهای موجود در گندم و جوانه آن، ارزش غذایی فراوانی دارد و انرژی‌زا است. سمنو دارای ویتامینهای K، E، A، گروه ویتامین‌های B12، B8 یا «بیوتین»، B5، B3، B1 «ب۱» و مواد مهم دیگر مانند کرومیوم، روی، سلنیوم، آهن و مس است.
از دیگر موارد مفید درمانی سمنو می‌توان به اثرات شفابخش آن در درمان سؤ هاضمه، نازایی، سختی زایمان، سنگ کیسهٔ صفرا و اختلال صفرا، پادرد، کندی ضربان قلب،، ریزش مو، لاغری، یبوست،، واریس قند خون و دیابت، رشد قد، بیخوابی عصبی، احتلام، تصلب شرائین، کلسترول، ضعف حافظه، بیماران دوره نقاهت، MS، بهت‌زدگی، پرکاری تیروئید، اسکیزوفرنی، سایکوز، فسفات در ادرار، خون‌ادراری، ترمیم زخم‌ها، فلج مغزی، مقاومت در برابر عفونت، بهبودی زخم‌های قرنیه، بیماری رینود، کولیباسیلوز، بریبری، شارکو، هوا بلعی، مخملک پسوریازیس، ورم دستگاه تناسلی،، تب برفکی، ورم، میزراه، سرگیجه‌های منیر، کم‌خونی هیپوکروم، آرتروز ورم زبان همراه بار، آرتریت، پارکینسون، عوارض یائسگی، پورپورا، هپاتیت، یرقان، یرقان نوزادی، کمک به ترمیم شکستگی استخوان و عقیم بودن، به عنوان غذا و کمک درمانی مفید و مؤثر است.
هیچ‌کدام از این اثرات با علم پزشکی مدرن آزمایش و ثابت نشده و در حد ادعاهای عطاری‌ها می‌باشد. امکان ندارد بیماری‌هایی با چنین پیچیدگی با سمنو شفا داده شوند، وگرنه چه نیازی به پزشک و بیمارستان و طب مدرن؟
در داخل آن، که تزئین‌بخش سفرهٔ هفت‌سین است، بادام‌های شیرین (سنگی) می‌ریزند که نماد افزونی است. این بادام‌ها را پس از پختن، از سمنو خارج می‌کنند؛ تعدادی از آن‌ها را به عنوان برکت کیف پول در داخل کیف پول قرار می‌دهند تا باعث فراوانی پول و ثروت گردد. بادام، حاوی ویتامین E «ای» و B1 «ب۱» و مقدار فراوانی از فسفر، پتاسیم، منیزیم، کلسیم، گوگرد، سدیم، آهن، قند، مواد ازته و چربی است که به هنگام پخت سمنو، جذب آن شده و باعث مقوی شدن بیشتر این غذا می‌گردد. مصرف سمنو باعث تقویت عمومی بدن به ویژه استخوان‌ها می‌گردد و غذای بسیار مفیدی برای زنان به ویژه زنان باردار، بچه شیرده و یائسه محسوب می‌شود.

## مراسم سمنو پزان
معمولاً پختن سمنو در کشورهای ایران، افغانستان و تاجیکستان بیشتر از دیگر نقاط انجام می‌شود. در افغانستان و تاجیکستان، سروده‌هایی در هنگام پختن آن از سوی زنان اجرا می‌شود. سروده "سُمَنَک در جوش و ما کفچه زنیم، دیگران در خواب و ما دفچه زنیم"، نمونه‌ای از این سروده‌ها است. در دوران جدید، سمنو پزی با گردهمایی اعضای خانواده و فامیل همراه است. سمنو در سفره هفت‌سین یکی از اقلام اصلی به‌شمار می‌رود. در کشور فنلاند به سمنو ممی (Mämmi) گفته می‌شود.

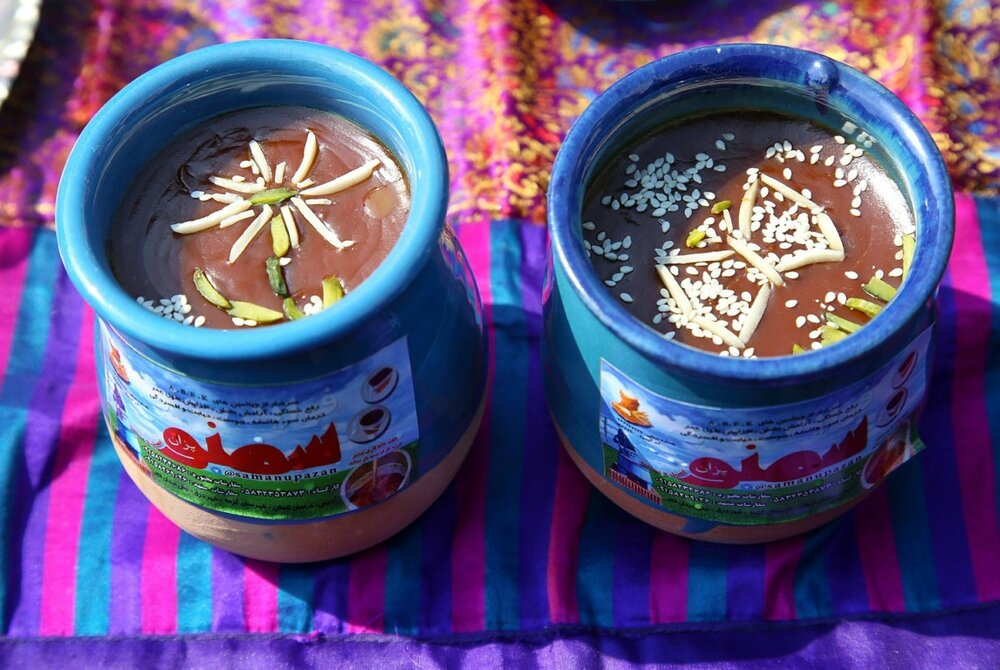
سمنو در ششمین جشنوارهٔ سمنو شهر درق

آئین سمنوپزان در سراسر کشور همزمان با سال نو انجام می‌شود، اما در آشتیان با منتسب دانستن این آئین به فاطمه زهرا، در طول روزهای سال سمنو پخته می‌شود و آئین بزرگ سمنوپزان این شهرستان نیز در نیمه دوم اردیبهشت ماه و اوایل خرداد با حضور خودجوش اقشار مردم برگزار می‌شود. آئین پخت سمنو در آشتیان به عنوان یک رسم سنتی و بومی این خطه به مدت دو روز ادامه دارد. این آئین که سابقه طولانی در فرهنگ مردمان آشتیان دارد، در اردیبهشت ماه و همزمان با فصل برداشت محصول و به شکرانه نعمت خدا و گشایش روزی برگزار می‌شود. این آیین در سال ۱۳۹۷ ثبت ملی شد و در فهرست میراث ناملموس ایران به ثبت رسید.
نخستین جشنواره پخت سمنو در شهرستان شهرضا از سال ۱۳۸۶ برگزار گردید و این جشنواره به جهت نگهداشت سنت دیرینه سمنوپزان در اواخر هر سال برگزار می‌گردد.
نخستین جشنواره پخت سمنو در شهر درق نوزدهم اسفند هزار و سیصد و نود و دو برگزار شد و این مراسم و آئین سمنو پزان به نام شهر درق ثبت میراث ملی گردید و این جشنواره هر ساله به میمنت نوروز در میانه اسفند ماه برگزار می‌شود و خود به پاسداشت سنت دیرینه ایرانیان ادامه خواهد یافت.

## تجارت سمنو
در ایران پخت و فروش سمنو در روزهای آخر سال به نوعی تجارت فصلی تبدیل شده که می‌توان به شهر بروجرد مهد سمنوی ایران، دَرَق از خراسان شمالی و شهرضا اشاره کرد که با تولید وفروش و صادرات به کشورهای اروپایی و عربی و شرق آسیا در راه جهانی شدن تجارت سمنو است و درق شهر سمنوی ایران لقب گرفته‌است. پخت سمنو در شهرستان شهرضا قدمت ۵۰۰ ساله داشته و هم‌اکنون نیز این سنت دیرینه به شکل مسابقه، مشارکت مردمی و نذر نیز در حال انجام می‌باشد.
در تهران و شهرهای بزرگ سمنوی سنتی عرضه می‌شود. سمنوی بروجرد از اوایل اسفندماه تهیه می‌شود و با نزدیک شدن به عید نوروز، سمنوهای آماده شده در دیگ‌های بزرگ برای فروش به شهرهای بزرگ مانند تهران، شیراز و اهواز می‌روند. روزانه ۶۰۰ کیلوگرم سمنو در ماه اسفند در این شهر تولید و به شهرهای دیگر صادر می‌شود.

## طرز تهیه سمنو
برای تهیه سمنو خانگی به ازای هر یک کیلوگرم گندم به ۴کیلوگرم آرد گندم سبوس دار نیاز دارید.
1. گندم‌ها را بشویید یک شبانه روز آن‌ها را در آب خیس کنید. بعد داخل سینی بریزید و روی آن‌ها پارچه نخی بکشید. پارچه باید همیشه مرطوب باشد. اجازه دهید ۲ تا ۳ روز جوانه بزنند و قبل از اینکه سبز شوند آن‌ها را چرخ کنید.
2. آنها را داخل صافی بریزید و روی آن‌ها کم‌کم‌آب بریزید و دست بکشید تا شیره گندم از سبوس گندم جدا شود.
3. شیره گندم را با آرد مخلوط کنید. آرد باید کاملاً در شیره و آب حل شود و گلوله گلوله نباشد. برای ۱۰ کیلو آرد و ۱ کیلو گندم حدود ۸ تا ۱۰ لیتر آب لازم است.
4. این مرحله خیلی مهم است باید مواد سمنو را روی شعله گاز قرار دهید حرارت را زیاد کنید و مدام مواد را بهم بزنید تا ته نگیرد تا زمانی که به جوش بیاید.
5. وقتی سمنو به جوش آمد، دیگر به هم‌زدن مدام نیاز ندارد. تنها هر یک ساعت آن را بهم بزنید و حرارت شعله را خیلی کم کنید. بین ۱۰ تا ۱۵ ساعت سمنو آماده می‌شود؛ و می‌توانید با پسته یا بادام آن را تزیین کنید.[۹]